# Гайзенхайм
Гайзенхайм (нем. Geisenheim) — город в Германии, в земле Гессен. Подчинён административному округу Дармштадт. Входит в состав района Райнгау-Таунус. Население составляет 11 497 человек (на 31 декабря 2010 года). Занимает площадь 40,34 км², подразделяется на 4 городских района. Официальный код — 06 4 39 004.
В пределах административных границ Гайзенхейма находятся знаменитые виноградники замка Йоганнисберг.

## Города-побратимы
- Серенч, Венгрия
- Пюлиньи-Монраше, Франция
- Шовиньи, Франция
- Трино, Италия